# Thymena
Thymena (griechisch Θύμαινα [ˈθimɛna] (f. sg.)) ist eine griechische Insel der Gemeinde Fourni-Korseon und die westlichste der Fourni-Inselgruppe. Nach der Volkszählung von 2011 hatte die Insel 136 Einwohner.
Die Insel liegt etwa 2 km westlich der Hauptinsel Fourni, dazwischen liegt die unbewohnte Insel Kisiria (Κισηριά). Mit 10,071 km² ist Thymena die zweitgrößte Insel der Gemeinde und Inselgruppe. Der Nordküste sind das Inselchen Thymenaki (Θυμαινάκι) und die Katergakia Felsen (Κατεργάκια) vorgelagert, die unbewohnte Insel Alatsonisi liegt etwa 4 km südlich. Die maximale Länge von Thymena beträgt von West nach Ost 5,5 km. Die Inselbreite variiert in Nord-Süd-Richtung aufgrund der stark gegliederten Küste zwischen 4,5 km im Inselosten und etwa 800 m in der Inselmitte. Der Berg Papas (Παπάς) mit 470 m die höchste Erhebung der Insel, liegt etwa 1,5 km westlich vom ebenfalls Thymena genannten Ort. Bis 1940 wurde die Insel offiziell Fymena (Φύμαινα) bezeichnet.
| Jahr      | 1920 | 1928 | 1940 | 1951 | 1961 | 1971 | 1981 | 1991 | 2001 | 2011 |
| --------- | ---- | ---- | ---- | ---- | ---- | ---- | ---- | ---- | ---- | ---- |
| Einwohner | 145  | 157  | 146  | 118  | 145  | 139  | 121  | 147  | 140  | 136  |

Zwischen der Hauptinsel Fourni und Thymena bestehen täglich Fährverbindungen. Thymena ist mit einem Jagdverbot belegt.
Phrygana-Bestände mit Genista acanthoclada, Centaurea spinosa und Sarcopoterium spinosum sowie niedrige Macchie mit Pistacia lentiscus und Junipeus phoenicea bestimmen das Landschaftsbild auf Thymena.
Auf Thymena konnten fünf von sieben für die Fourni-Inseln verzeichneten Reptilienarten nachgewiesen werden, neben den beiden Geckoarten Europäischer Halbfinger (Hemidactylus turcicus turcicus) und Ägäischer Nacktfinger (Mediodactylus kotschyi) auch der Hardun (Laudakia stellio), die Schlangenaugen-Eidechse Ophisops elegans sowie die Balkan-Springnatter (Coluber caspius). Der Schlangenadler (Circaetus gallicus) hat hier eines seiner Brutgebiete.